# 标准
标准，中国国家标准化委员会的定义是“为了在一定的范围内获得最佳秩序，经协商一致制定并由公认机构批准，共同使用的和重复使用的一种规范性文件。”
標準原意為目的，也就是標靶。其後由於標靶本身的特性，衍生出一個「如何與其他事物區別的規則」的意思。會衍生出這個意思也不難理解。標靶是「用來判定技術或成果好不好的根據」，標準是另一個說法。將「用來判定技術或成果好不好的根據」廣泛化，就得到了「用來判定是不是某一事物的根據」
技术意义上的标准就是一种以文件形式发布的统一协定，其中包含可以用来为某一范围内的活动及其结果制定规则、导则或特性定义的技术规范或者其他精确准则，其目的是确保材料、产品、过程和服务能够符合需要。一般而言，标准文件的制定都经过协商过程，并经一个公认机构批准。标准往往对应该严肃对待的方面（比如机器和工具的安全、可靠性和效率，玩具，医学设备）有深远影响。